# Tommaso Maria Fusco
Tommaso Maria Fusco (Pagani, 1º dicembre 1831 – Nocera Inferiore, 24 febbraio 1891) è stato un presbitero italiano, fondatore dell'istituto delle Figlie della Carità del Preziosissimo Sangue.
È stato proclamato beato da papa Giovanni Paolo II nel 2001.

## Biografia
Tommaso Maria Fusco nacque il 1º dicembre 1831 a Pagani, cittadina che aveva sentito i palpiti infuocati del grande dottore della Chiesa Sant'Alfonso Maria de' Liguori. Fin da fanciullo Tommaso Maria si distinse per la sua indole buona e molto presto diede segni di vocazione al sacerdozio.
I suoi avrebbero voluto trattenerlo in casa per farne il continuatore della famiglia, ma egli sentiva che il Signore lo voleva consacrato a Sé per la salvezza delle anime.
Entrò nel Seminario di Nocera e felice salutò l'alba del 22 dicembre 1855 in cui, a 24 anni, consacrò e bevve per la prima volta il Sangue della Vittima Divina, cui era particolarmente devoto.
Rivolse subito le sue cure ai fanciulli dai quali era sempre circondato; per essi aprì una scuola nella sua stessa casa e spesso con essi trascorreva in santa allegria i giorni di festa.
Aprì gratuitamente per i Sacerdoti una scuola di teologia morale da cui fiorì la Compagnia dell'Apostolato Cattolico del Preziosissimo Sangue.
Portò ai poveri nascosti nei palazzi la carità che non umilia, ai sofferenti la serenità, agli abbandonati il conforto dell'amicizia, ai peccatori la salvezza.
(frase celebre recitata da Tommaso Maria Fusco)
Per le giovani, che, chiamate alla vita di famiglia, non avevano possibilità economiche, s'incaricava di procurare il corredo e la casa: la carità in lui non aveva limiti.
Oggetto delle sue particolari cure furono le orfane per le quali diede vita alla nuova famiglia religiosa: le Figlie della Carità del Preziosissimo Sangue che oggi si dedicano a scuole, ospedali, opere sociali, catechesi, attività assistenziali, missioni, assistenze varie.
Morì il 24 febbraio 1891 mentre si trovava a Nocera Inferiore. Il corpo del Beato oggi riposa nella cappella allestita nella sua casa, convertita in Cenacolo, a Pagani a via Malet A.

## Il culto
Il 31 luglio 1981 è stato dichiarato Servo di Dio. Il 24 aprile 2001 è stato dichiarato Venerabile. Il Decreto sul miracolo è stato promulgato il 7 luglio 2001 e Sua Santità Giovanni Paolo II lo ha dichiarato beato il 7 ottobre 2001.
La memoria liturgica è stata fissata al 24 febbraio.

## Opere
- L'amore non ha legge. Raccolta di novene, preghiere e massime, Roma, Città Nuova, 2005, ISBN 88-311-5509-1.